# Anders Matthesen...vender tilbage
|  | Sammenskrivningsforslag Artiklen Anders Matthesen...vender tilbage er foreslået føjet ind i Anders Matthesen. (Siden august 2018) Diskutér forslaget Kort begrundelse: kan alle disse shows bære selvstændige artikler |

 - 
Anders Matthesen...vender tilbage er et stand-up show af stand-up-komikeren Anders Matthesen. Anden turnerede med showet i 2009, der blev udgivet på dvd i december i 2009. Showet er optaget i januar 2009 på Det Kongelige Teater. Berlingske Tidende, Politiken, Jyllands-Posten, B.T., Børsen og Ekstra Bladet valgte at give den 5 stjerner.[kilde mangler]